# Mary und die Blume der Hexen
Mary und die Blume der Hexen (jap. メアリと魔女の花, Meari to Majo no Hana) ist ein 2017 erschienener Zeichentrickfilm des Studio Ponoc unter der Regie von Hiromasa Yonebayashi und produziert von Yoshiaki Nishimura. Er basiert auf dem Kinderbuch Der verhexte Besen von Mary Stewart. Es ist Studio Ponocs erster Spielfilm und spielte weltweit 41,7 Millionen US-Dollar ein.
Der Film erzählt die Geschichte eines Mädchens names Mary Smith, die eine geheimnisvolle Blume mit dem Namen „Nachtflug“ (夜間飛行, Yakan Hikō) findet. Diese Blume verleiht ihr die Kraft, für eine Nacht Hexe zu werden. Der Film wurde am 8. Juli 2017 in Japan veröffentlicht. In Deutschland lief der Film am 13. und 16. September 2018 in ausgewählten Kinos.

## Handlung
Ein magisches Labor hat Feuer gefangen. Ein rothaariges Mädchen rutscht mit einer Tasche davon, wird aber gesehen und verfolgt. Das Mädchen schafft es, auf ihrem fliegenden Besen zu entkommen, aber eine massive Explosion stößt sie von ihrem Besen. Der Besen und die Tasche fallen zu Boden. Aus dem Beutel verschütten magische Samen, die die Pflanzen und Tiere in der Gegend schnell wachsen lassen.
Die junge Mary Smith zieht in das britische Anwesen ihrer Großtante Charlotte ein. Das gelangweilte, freundlose Mädchen schafft Verwirrung, während sie versucht, sich durch Hausarbeiten nützlich zu machen. Ein einheimischer Junge namens Peter ärgert sie für ihre Ungeschicklichkeit und ihr wildes rotes Haar, welches sie hasst.
Tib und Gib, Peters Katzen, führen Mary zu geheimnisvoll leuchtenden Blumen im Wald. Zebedäus, der Landgutgärtner, ordnet die Blumen der Art „Nachtflug“ zu, von denen behauptet wird, dass sie magische Kräfte verleihen. Am nächsten Tag verschwindet Gib und Mary folgt Tib, um nach ihr zu suchen. Tib führt sie zu einem, in einer Baumwurzel, gefangenen Besenstiel. Mary befreit den Besen, zerbricht dabei allerdings aus Versehen einen „Nachtflug“. Die Blume gibt magische Kraft in Form einer blauen gallertartigen Substanz frei, welche sich über dem Besen verteilt, woraufhin dieser zum Leben erweckt wird und es Mary ermöglicht, ihn wie eine Hexe zu reiten. Der kleine Besen entführt Mary und Tib zu einem Gebäudekomplex, der in den Wolken versteckt ist. Flanagan, eine Fuchskreatur, die sich um die Besen der Schüler kümmert, schimpft mit ihr, weil sie mit ihrem Besen abstürzt und erzählt ihr, dass sie in der Endor-Universität für Hexen ist.
Die Schulleiterin, Madam Mumblechook, nimmt an, dass Mary eine neue Schülerin ist, mit Tib als ihr vertrauter, und nimmt sie mit auf eine Tour durch die Universität. Die Tour enthüllt einen Campus mit moderner Technologie und Annehmlichkeiten, in dem Hexen Kurse in magischen Künsten neben Gebieten der Wissenschaft wie Chemie belegen. Während der Tour führt Madam Mary zu Doktor Dee, dem berühmten Chemiedozenten der Universität. Mary kann fortgeschrittene Zaubersprüche wie Unsichtbarkeit ausführen. Madam Mumblechook und Doktor Dee sind überzeugt, dass Mary wegen ihrer Leistung und ihrer roten Haare, die sich als charakteristisches Merkmal der stärksten Hexen erweisen, ein Wunderkind ist.
In Madams Büro findet Mary ein Zauberbuch, das sich hinter einem Bild eines „Nachtflugs“ versteckt. Mary gibt zu, dass ihre magische Fähigkeit vom „Nachtflug“ kommt und dass Tib eigentlich zu Peter gehört. Die Einstellung von Madam Mumblechook zu Mary ändert sich plötzlich, aber sie lässt Mary nach Hause zurückkehren. Die Magie, die Mary von der Blume gewährt wurde, endet, als die Sonne untergeht, und Mary schafft es kaum, sicher nach Hause zu kommen. In dieser Nacht schickt Madam  Mumblechook eine Nachricht an Mary, die sie darüber informiert, dass sie Peter entführt hat, und fordert, dass Mary ihr die „Nachtflug“-Blume überbringt. Sie und Tib fliegen mit den Blumen nach Endor zurück. Madam Mumblechook und Doktor Dee sperren sie in Doktor Dees Transformationslabor ein. Mary findet Peter im Labor und entdeckt, dass Doktor Dee an Tieren, einschließlich Gib, experimentiert hat und sie in fantastische Kreaturen verwandelt hat. Im Zauberbuch findet Mary einen Zauberspruch, der alle Magie rückgängig machen kann, und verwendet es, um alle Transformationen rückgängig zu machen und das Labor zu entriegeln. Als sie versuchen zu fliehen, finden sie sich auf einem Balkon in die Enge getrieben, nur damit Flanagan den kleinen Besen wegbringt und er Mary dafür beschimpft, dass sie den Besen rumliegen lässt. Mary entkommt dann, aber Madam Mumblechook und Doktor Dee fangen Peter wieder ein.
Der kleine Besen bringt Mary zu einem isolierten Häuschen. In der Hütte findet Mary Notizen über Verwandlungszauber und einen Spiegel, den Großtante Charlotte benutzt, um sie zu kontaktieren. Charlotte verrät, dass die Hütte ihr früheres Zuhause und sie selbst eine rothaarige Schülerin in Endor war, genau wie die aus der Einführung. Eines Tages fand Charlotte den „Nachtflug“, was Madam Mumblechook und Doktor Dee dazu zwang, ein Projekt zu verfolgen, um mithilfe der Blume Menschen zu Hexen zu machen. Als ihr Experiment katastrophal fehlschlug, beschloss Charlotte, Endor zu entkommen und die Blume mitzunehmen. Charlotte bittet Mary, ihre letzte Knospe zu benutzen, um nach Hause zurückzukehren, aber Mary schwört, Peter stattdessen zu retten.
Als Mary versucht, nach Endor zurückzukehren, jagt Madam Mumblechook sie und fordert das Zauberbuch zurück. Das Buch ist in der Luftverfolgung aufgenommen und Mary stürzt in der Nähe des Labors ab. Der kleine Besen bricht und die Magie der Blume erlischt. Mary macht sich auf den Weg ins Labor und findet, dass Madam Mumblechook und Doktor Dee versuchen, die Blume zu benutzen, um Peter in eine allmächtige Hexe zu verwandeln. Das Experiment misslingt erneut und lässt Peter in einem galleartigen Monster gefangen, das durch das Labor wütet und die Magie aller auf seinem Weg verbraucht. Mary bekommt das Zauberbuch von Madam Mumblechook und erkennt, dass Peter jetzt Magie benutzen kann. Sie nimmt Peters Hand von innen aus dem Monster und gibt ihm das Buch mit dem Zauberspruch, um die Magie rückgängig zu machen, damit er ihn aktivieren kann. Es macht das gescheiterte Experiment sowie alle diesbezüglichen Untersuchungen von Madam Mumblechook und Doktor Dee rückgängig. Das Labor ist zerstört.
Mary erwacht in den Ruinen des Labors, das vollständig überwachsen ist. Flanagan gibt ihr ihren Besen zurück, nachdem er ihn repariert hat, und schimpft mit ihr, weil sie ihren Besen liegen lässt, wo immer sie will. Die beiden nehmen den Besen mit nach Hause, doch während er fliegt, sieht Peter eine „Nachtflug“-Knospe in ihrem Haar. Sie wirft sie weg und sagt, dass sie keine Magie mehr braucht. Die letzte Knospe der Blüte explodiert in der Luft und verdeutlicht, dass sie keine Magie mehr benötigt. Mary kehrt nach Hause zurück und geht mit Peter zur Schule. Der kleine Besen lehnt sich an die Wand des Herrenhauses, Zuhause.

## Synchronisation
| Charakter                            | Japanischer Synchronsprecher     | Deutscher Synchronsprecher      |
| ------------------------------------ | -------------------------------- | ------------------------------- |
| Mary Smith                           | Hana Sugisaki                    | Laura Jenni                     |
| Madam Mumbleshook                    | Yūki Amami                       | Elisabeth Günther               |
| Doctor Dee                           | Fumiyo Kohinata                  | Kai Taschner                    |
| Flanagan                             | Jiro Sato                        | Claus-Peter Damitz              |
| Großtante Charlotte/ Junge Charlotte | Shinobu Otake/ Hikari Mitsushima | Marion Hartmann/ Soraya Richter |
| Peter                                | Ryūnosuke Kamiki                 | Tim Schwarzmaier                |
| Banks                                | Eriko Watanabe                   | Angelika Bender                 |
| Zebedee                              | Ken'ichi Endō                    | Erich Ludwig                    |

## Musik
Der Komponist Muramatsu Takatsugu, welcher auch die Musik für Yonebayashis letzten Film Erinnerungen an Marnie komponiert hat, war bei Mary und die Blume der Hexen ebenfalls für die Musik verantwortlich. Joshua Messick, einer der weilweit führenden Interpreten des Hackbretts, half beim Komponieren. Der Abspann wurde mit dem Lied Rain der Band Sekai no Owari unterlegt.

## Veröffentlichung
Mary und die Blume der Hexen wurde am 8. Juli 2017 in Japan vom Distributor Tōhō auf 456 Leinwänden in ganz Japan veröffentlicht. Altitude Film Sales gab auf den Internationalen Filmfestspielen in Berlin bekannt, dass sie die weltweiten Rechte an dem Film erworben habe. Peppermint Anime kündigte am 16. November 2017 an, die Lizenz an dem Film gesichert zu haben. Im Rahmen des AKIBA PASS Festivals wurde der Film im Winter 2017 mit deutschen Untertiteln ausgestrahlt. Am 13. und 16. September 2018 lief der Film in ausgewählten Kinos. Die Veröffentlichung auf DVD & Blu-Ray war am 4. Dezember 2018.

## Auszeichnungen
Der Film platzierte sich in der Startwoche in den japanischen Kinocharts auf Rang 2.

## Hintergründe
Mary und die Blume der Hexen ist der erste Spielfilm des 2015 gegründeten Studio Ponoc und wurde überwiegend von ehemaligen Mitarbeitern des renommierten Studio Ghibli produziert. Er wurde bewusst in Anlehnung an frühere Ghibli-Werke gestaltet und sollte insbesondere als modernisierte Version des 1989 erschienenen Films Kikis kleiner Lieferservice dienen. Des Weiteren werden die Ghibli-Gründer Hayao Miyazaki, Isao Takahata und Toshio Suzuki im Abspann des Films unter der Rubrik „Danke“ (感謝, Kansha) aufgeführt.